# Urušavanje nadstrešnice željezničkog kolodvora Novi Sad
Urušavanje nadstrešnice željezničkog kolodvora Novi Sad nesreća je koja se dogodila 1. studenog 2024. godine oko 11:50 sati na željezničkom kolodvoru Novi Sad, kada se urušila nadstrešnica iznad glavnog ulaza. Poginulo je 16 osoba, uključujući četvoro djece, a 1 osoba ostala je ozlijeđena. Od identificiranih žrtava, osmero su državljani Srbije, a jedna je osoba iz Sjeverne Makedonije.

## Pozadina
Godine 2021. objavljeni su planovi za obnovu i proširenje kolodvora kao dio nastojanja Vlade Srbije da revitalizira i modernizira željezničku infrastrukturu u zemlji, uz uvođenje brzih vlakova. Rekonstrukcija je uključivala obnovu kolosijeka, izgradnju nove platforme i kompletnu rekonstrukciju glavne zgrade s dodatnim liftovima za osobe s invaliditetom. Radovi su započeli u rujnu 2021. godine.
Preduvjet za rekonstrukciju bila je demontaža Mosta Boška Peroševića i rekonstrukcija Žeželjevog mosta po projektu Aleksandra Bojovića, kojeg je izgradio međunarodni konzorcij JV Azvi – Taddei – Horta Coslada International. Rekonstrukciju željezničkog kolodvora izvele su kineske kompanije China Railway International i China Communications Construction Company (CCCC) u sklopu projekta pruge Budimpešta – Beograd, dijela šireg plana međunarodne željezničke mreže.
Rekonstruirana zgrada kolodvora otvorena je 19. ožujka 2022. godine, s moderniziranom prugom za brzinu do 200 km/h između Beograda i Novog Sada.

## Nesreća
Dana 1. studenog 2024. godine, oko 11:50 sati, urušila se nadstrešnica iznad glavnog ulaza na željezničkom kolodvoru u Novom Sadu. U nesreći je poginulo 15 osoba, uključujući jedno šestogodišnje dijete, a 3 osobe su ozlijeđene.
Građevinski inženjer Danijel Dašić u objavi na X-u ustvrdio je da se nadstrešnica urušila zbog dodanih čeličnih konstrukcija sa staklom, koje su naknadno postavljene tijekom rekonstrukcije.
Dana 17. studenog u bolnici je umrla 24-godišnja žena, koja je teško ozlijeđena u nesreći.

## Reakcije
Vlada Srbije proglasila je 2. studeni 2024. godine danom žalosti, dok je u Novom Sadu proglašena trodnevna žalost. U Republici Srpskoj je također proglašen dan žalosti.
Predsjednik Mađarske Viktor Orban izrazio je sućut Srbiji i obiteljima stradalih.
Predsjednik Srbije Aleksandar Vučić zatražio je i političku i kaznenu odgovornost za nesreću. Kineski konzorcij koji je izvodio radove izrazio je sućut te izjavio da nadstrešnica nije bila dio rekonstrukcije.

### Prosvjedi
Dana 3. studenog 2024. godine održan je prosvjed ispred Ministarstva građevinarstva, saobraćaja i infrastrukture, na kojemu se pozvalo na uhićenje nekolicine osoba, prema prosvjednicima odgovornih za nesreću. Dana 9. studenoga opozicija u srbijanskome parlamentu organizirala je prosvjed ispred zgrade Vlade Republike Srbije u Beogradu pod nazivom »Korupcija ubija«. Zahtjevi prosvjeda bili su odgovornost za nesreću u Novom Sadu, ostavke predsjednika Vlade Miloša Vučevića i gradonačelnika Novog Sada Milana Đurića, objavljivanje tajnih ugovora o rekonstrukciji stanice, provjera svih radova na javnim objektima u poslijednjih deset godina i puštanje u javnost svih uhićenih prosvjednika. Dodatan zahtjev bio je opoziv Vlade. Prosvjedi su od nesretnoga događaja na stanici postali učestali, među njima prosvjedi krvavih ruku i akcije »Zastani Srbijo« svakog petka. Bilo je više incidenata između sudionika prosvjeda i ljudi optuženih za aktivizam i djelovanje u korist vladajuće Srpske narodne stranke, koji su se navodno pretvarali da su obični građani kojima prosvjedi otežavaju kretanje kroz grad. U više su slučajeva sudionici prosvjeda fizički napadnuti ili ih se pokušalo pregaziti vozilima. Sveučilište u Beogradu podržalo je studentske prosvjede.
Do 11. prosinca 2024. godine ukupno je 40 fakulteta u Srbiji započelo s blokadom rada, uključujući sve sastavnice Sveučilišta u Novom Sadu i Sveučilišta u Beogradu (osim Pravoslavnog bogoslovskog fakulteta u Beogradu). Blokadama rada i protestima pridružile su se i neke srednje škole u Nišu, Beogradu i Kragujevcu. Na Filozofskome fakultetu u Zagrebu i Filozofskome fakultetu u Rijeci održali su se skupovi 13. prosinca 2024. godine, gdje se u podršku blokadi srbijanskih studenata održalo 15 minuta šutnje od 11:52 do 12:07 sati. Podršku blokadi izrazili su i studenti Fakulteta političkih nauka u Podgorici.